# Russische Kommunistische Arbeiterpartei – Revolutionäre Partei der Kommunisten
Die Russische Kommunistische Arbeiterpartei innerhalb der Kommunistischen Partei der Sowjetunion (russisch Российская коммунистическая рабочая партия в составе Коммунистической партии Советского Союза; РКРП-КПСС; Transkription: Rossiskaja Kommunistitscheskaja Rabotschaja Partija w sostawe Kommunistitscheskoj Partii Sowjetskogo Sojusa, RKRP-KPSS) – bis 2012 bekannt als Russische Kommunistische Arbeiterpartei – Revolutionäre Partei der Kommunisten (RKAP-RPK) ist eine kommunistische Partei in Russland.

## Geschichte
Die Partei entstand im Oktober 2001 als Zusammenschluss der 1991 gegründeten Russischen Kommunistischen Arbeiterpartei und der ebenfalls 1991 entstandenen Revolutionären Partei der Kommunisten. Vorsitzender wurde Wiktor Tjulkin.
Aus formalen Gründen wurde der RKAP-RPK im Mai 2007 vom Obersten Gerichtshof Russlands der Parteienstatus aberkannt.
2010 begründete die Organisation zusammen mit anderen kommunistischen Gruppen die Partei Russische Vereinigte Arbeiterfront (ROT FRONT).
Von ihrer Gründung 2013 bis zu ihrer Auflösung 2023 war die RKAP Mitglied der Initiative kommunistischer und Arbeiterparteien Europas.

## Politische Positionen
Die RKAP-RPK strebt die Wiederherstellung der Sowjetunion an.
Die Kommunistische Partei der Russischen Föderation (KPRF) schätzt sie als revisionistisch ein. Bei den Wahlen zur staatlichen Duma 2003 rief sie allerdings dazu auf, die KPRF zu wählen und so eine Zersplitterung der kommunistischen Kräfte zu verhindern. Tjulkin kandidierte zudem auf der Liste der KPRF und wurde über diese in die  staatliche Duma gewählt.